# Pseudobarobata angulata
Pseudobarobata angulata är en fjärilsart som beskrevs av M.Gaede 1928. Pseudobarobata angulata ingår i släktet Pseudobarobata och familjen tandspinnare. Inga underarter finns listade i Catalogue of Life.